# Revolutionäres Komitee der Kuomintang
Das Revolutionäre Komitee der Kuomintang (chinesisch 中國國民黨革命委員會 / 中国国民党革命委员会, Pinyin Zhōngguó Guómíndǎng Gémìng Wěiyuánhuì) ist eine der als „Acht demokratische Parteien und Gruppen“ bezeichneten Organisationen in der Volksrepublik China. Die Partei kann nicht als Opposition zur Regierung unter der Kommunistischen Partei auftreten: Die demokratischen Parteien sind weder nicht-regierende noch Oppositionsparteien, sondern an der Regierung mitwirkende Parteien.
Das Komitee wurde im Januar 1948 von Linksabweichlern der Kuomintang (Nationalchinesen) während des Chinesischen Bürgerkrieges gegründet, u. a. von Sun Yat-sens Witwe Song Qingling, der langjährigen Vorsitzenden. Die Mehrheit der Kuomintang hingegen musste sich nach Taiwan absetzen und führte dort die Republik China fort. Das Revolutionäre Komitee sieht sich selbst als legitimen Erben des Nachlasses von Sun Yat-sen. Sie hatte 2018 131.410 Mitglieder.
Das RKK hat in der Politischen Konsultativkonferenz des chinesischen Volkes 65 von 2.157 Sitzen und entsendet 43 Abgeordnete in den Nationalen Volkskongress. Es wird seit 2012 durch Wan Exiang als Vorsitzenden vertreten.

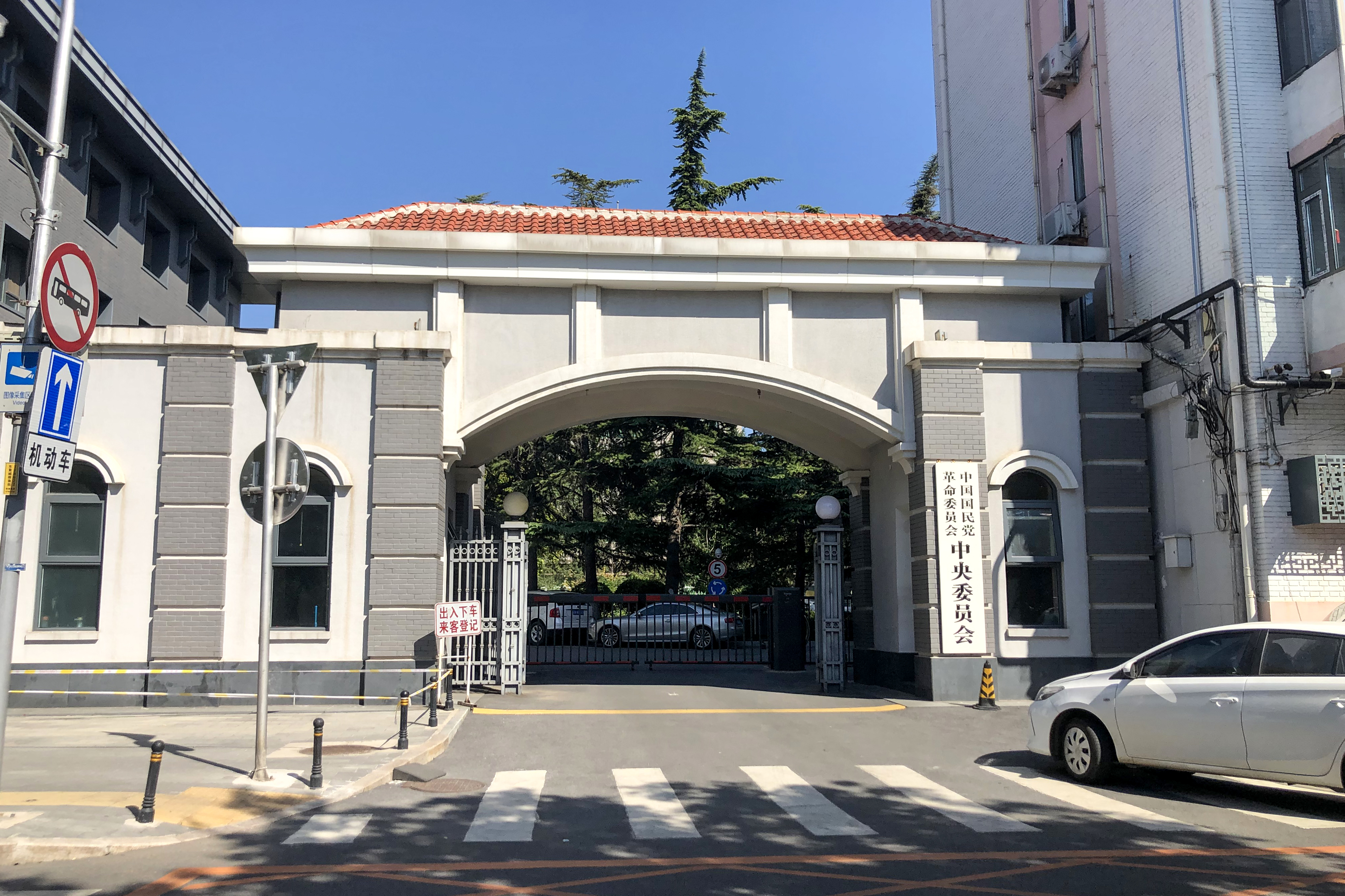
Zentralkomitee der RKKC in Peking (2020)

## Parteivorsitzende
- Li Jishen (1948–1959)
- He Xiangning (1960–1972)
- Zhu Yunshan (1979–1981)
- Wang Kunlun (1981–1985)
- Qu Wu (1987–1988)
- Zhu Xuefan (1988–1992)
- Li Peiyao (1992–1996)
- He Luli (1996–2007)
- Zhou Tienong (2007–2012)
- Wan Exiang (ab 2012)

## Ehrenvorsitzende
- Song Qingling (1948–1949)
- Qu Wu (1988–1992)
- Zhu Xuefan (1992–1996)
- Hou Jingru (1992–1994)
- Sun Yueqi (1992–1995)